# 최현민
최현민(1990년 1월 19일~ )은 대한민국의 농구 선수이자, 고양 오리온 오리온스 소속이다.

## 선수 경력
2012-2013시즌 신인드래프트에서 1라운드 4순위로 안양 KGC인삼공사의 지명을 받았다. 지명후 팀에서는 식스맨 또는 교체 선수로 들어가 경기를 뛰었다. 2014-2015시즌이 끝난후 상무 농구단에 지원하여 합격하여 군복무를 하였다. 이후 2017년 1월에 김윤태와 함께 제대하였다. 수비에 있어서 궃은일을 다해주는 선수이다.
2018-19시즌 종료후 FA를 취득하였으며, 원소속팀인 안양 KGC인삼공사와의 협상이 결려되면서 시장에 나왔다. 결국 5월 20일에 5년 4억원의 조건으로 전주 KCC 이지스로 이적하였다.
2020년 11월 11일 삼각트레이드로 고양 오리온 오리온스로 이적하였다.

## 출신학교
- 서대전초등학교
- 대전중학교
- 대전고등학교
- 중앙대학교